# Irmingard Prinzessin von Bayern
Irmingard Marie Josepha Prinzessin von Bayern (ur. 23 maja 1923 w Berchtesgaden, zm. 23 października 2010 w Leutstetten) – córka ostatniego następcy tronu Bawarii.
Córka księcia Bawarii Rupperta Wittelsbacha i jego drugiej żony Antoniny Luksemburskiej. Jej dziadkami byli: ostatni król Bawarii Ludwik III i Maria Teresa Habsburg-Este oraz wielki książę Luksemburga Wilhelm IV i księżniczka Maria Anna Bragança.
W 1936 roku została wysłana do szkoły w Anglii wraz ze swoimi kuzynkami księżniczkami Luksemburga. Na początku 1940 roku przyjechała do Włoch gdzie przebywała cała jej rodzina, chroniąca się tam przed narodowymi socjalistami. Rodzina mieszkała w Rzymie, Florencji i Padwie. W 1944 roku rodzina udała się na Węgry, które niedługo potem zostały zajęte przez Niemcy, rodzina została aresztowana, ojciec Irmingard von Bayern uniknął aresztowania. Irmingard von Bayern zachorowałą na tyfus została odesłana do szpitala w Innsbrucku. Stamtąd trafiła do obozu koncentracyjnego KL Sachsenhausen, gdzie przebywała już jej matka z rodzeństwem. Rodzina została przeniesiona do obozów KL Flossenbürg oraz KL Dachau skąd zostali uwolnieni przez wojska amerykańskie. Irmingard von Bayern wraz z siostrami została wysłana do Luksemburga na dwór siostry Antoniny Luksemburskiej – wielkiej księżnej Luksemburga Karoliny. Następnie wyjechała na rok do USA.
19 lipca 1950 roku na zamku Leutstetten poślubiła swojego kuzyna Ludwiga Karla Marię Prinz von Bayern, który urodził się jako ostatni bawarski książę – syn Franciszka Marii Wittelsbacha i Isabelli von Croy. Irmingard von Bayern urodziła trójkę dzieci, jednak jedynie najstarszy syn przeżył poród:
- Luitpold (ur. 1951)
- Maria (1953)
- Filipa (1954)